# Jerzy Buzek
Jerzy Karol Buzek (* 3. července 1940, Smilovice na Těšínsku) je polský a evropský politik, bývalý polský premiér v letech 1997 až 2001. V letech 2009 až 2012 byl předsedou Evropského parlamentu.

## Biografie
Pochází z luteránské rodiny Buzkovy, která hrála velkou úlohu v polské meziválečné politice. Vystudoval chemické inženýrství a je uznávaným vědeckým pracovníkem v této oblasti, v roce 1997 se stal profesorem technických věd. Jeho dcerou je herečka Agata Buzková.
V 80. letech 20. století se Jerzy Buzek angažoval v demokratickém antikomunistickém hnutí, včetně odborového hnutí Solidarita. Později se podílel na přípravě ekonomického programu Solidarity a v roce 1997 byl zvolen poslancem polského parlamentu. Krátce na to byl zvolen předsedou polské vlády a tuto funkci vykonával až do roku 2001. V roce 2004 byl zvolen polským poslancem Evropského parlamentu. Ve volbách v červnu 2009 svůj mandát obhájil a 14. července 2009 byl zvolen předsedou Evropského parlamentu. 17. ledna 2012 ho v této funkci nahradil německý sociální demokrat Martin Schulz.